# Alca stewarti
Alca stewarti är en utdöd fågel i familjen alkor inom ordningen vadarfåglar. Den beskrevs 2020 utifrån fossila lämningar från pliocen funna i Belgien.